# Hiroshima 28
Hiroshima 28 è un film uscito nelle sale nel 1974 in concomitanza con il XXVIII anniversario del lancio della bomba atomica su Hiroshima, venne girato in loco con cast e troupe esigui in quanto tale progetto non godeva del favore delle case di produzione cinematografica di Hong Kong. A differenza di altri lungometraggi di registi giapponesi o americani, "Hiroshima 28" ha la peculiarità di esporre la tematica della tragedia sociale vissuta in particolare dalla seconda generazione di hibakusha, narrata ed analizzata attraverso un terzo e inaspettato punto di vista: quello del regista di Hong Kong Kong Lung. Tramite il suo lavoro egli porta alla luce svariati temi che sono la chiave di volta della sua critica contro l'utilizzo di armi nucleari (scopo principale del film stesso), tema decisamente contemporaneo per l'epoca in cui il film fu girato in quanto il mondo era nel pieno della Guerra Fredda. “Hiroshima 28” può essere considerato il film con cui Kong Lung ha portato ai massimi livelli il suo cinema di critica sociale.

## Trama
Hiroshima, esattamente 28 anni dopo il lancio della bomba atomica. Un insolito melodramma familiare vede come protagonista la giovane Yoshiko Imai, una guida turistica di Hiroshima che, durante una delle sue visite, fa la conoscenza di un reporter di Hong Kong in viaggio nella suddetta città per portare avanti una ricerca sulle conseguenze del bombardamento atomico sulla prima e seconda generazione di hibakusha (lett. sopravvissuto alla bomba). Tali conseguenze si intersecano in maniera fitta con la vita della protagonista e di tutta la sua famiglia, con particolari conseguenze sulla salute mentale della sorella minore Kyoko Imai .

## Personaggi
- Imai Yoshiko

Interpretato da: Josephine Siao Fong-Fong
Primogenita della famiglia Imai, vive e lavora come guida turistica ad Hiroshima. Innamorata e promessa sposa di Okada Masao, ne conosce i genitori i quali tuttavia sono restii alla loro unione in seguito alla scoperta che la ragazza è una hibakusha di seconda generazioni. Essi temono infatti che la donna possa trasmettere il "veleno delle radiazioni" ad una futura progenie. La ragazza, inizialmente inconsapevole, una volta appreso di essere una hibakusha vede crollarsi il mondo addosso ma mantiene una forte lucidità mentale, a differenza della sorella minore Kyoko. Morirà di leucemia, presumibilmente causata dalle radiazioni atomiche. Durante gli ultimi giorni della sua vita incontrerà spesso il giornalista di Hong Kong fornendogli informazioni utili per il libro che il suddetto sta scrivendo circa le conseguenze del bombardamento atomico.
- Imai Kyoko

Interpretato da: Maggie Li Lin-Lin
Secondogenita della famiglia Imai e sorella minore di Yoshiko. È la prima a scoprire il segreto che i genitori tenevano loro nascosto: entrambe sono hibakusha di seconda generazione. A differenza della sorella maggiora la prospettiva di vivere la vita come una reietta, perché in tal modo erano trattati gli hibakusha, provoca in lei un completo crollo nervoso che la porta alla più totale follia.
- Kimura Makimune

Interpretato da:Charlie Chin Chiang-Lin
Fidanzato di Yoshiko. Anche dopo aver appreso la verità su Yoshiko rimane fermo nella decisione di sposarla. Tuttavia la ragazza morirà prima che questo possa avvenire.
- Ono Yoshiyuki

Interpretato da: Gam Chuen
Un ragazzo da tutti rinominato “tre secondi”  per il tempo di ritardo che impiega ad incamerare e rielaborare le informazioni che riceve in una qualsiasi azione quotidiana. Tale ritardo mentale è presumibilmente dovuto alle radiazione del bombardamento atomico. Di animo gentile viene spesso bullizzato e sbeffeggiato dai suoi coetanei che lo escludono in quanto hibakusha.
- Coniugi Imai

Interpretati da: Guan Shan (Imai Eisaku) ; Lisa Chiao Chiao (Yu Fen, moglie di Eisaku)
Yu Fen, hibakusha di prima generazione originaria di Nanchino, porta su di sé ancora i traumi dovuti al massacro di Nanchino, cui il regista fa brevi accenni tramite sporadici flash back della donna. Giunta in Giappone per seguire un soldato giapponese che si era ribellato agli ordini dell'esercito durante il massacro ed era, per questo, stato rimpatriato. Ne perde le tracce in seguito allo scoppio della bomba atomica credendolo morto. Yoshiko è in realtà figlia di quest'ultimo.
Imai Eisaku, attuale marito di Yu Fen, è anche lui un hibakusha di prima generazione. Concepisce con Yu Fen Kyoko, ma cresce anche Yoshiko come fosse figlia sua. È lui stesso a rivelare ai coniugi Kimura, genitori di Makimune, che la ragazza è una hibakusha.
- Giornalista

Interpretato da: Kong Lung
Giovane giornalista di Hong Kong si reca ad Hiroshima per condurre delle ricerche sulle conseguenze che il bombardamento atomico ha avuto, e continua ad avere sui sopravvissuti e la loro progenie. Incontrerà Yoshiko finendo con l'essere un involontario testimone delle vicende che affliggeranno la sua famiglia fino alla morte della ragazza potendo così sviluppare un proprio pensiero riguardo alle ragioni e alle responsabilità legate alla tragedia della bomba atomica.

## Critica sociale
Con "Hiroshima28", Kong Lung pone l'accento sulle conseguenze che il lancio di due bombe atomiche ha avuto non tanto a livello medico, tematica spesso soggetto di varie diatribe, quanto a livello sociale. La scelta di ambientare la storia in epoca contemporanea alla sua uscita nelle sale cinematografiche e non in quella dell'effettivo scoppio della bomba atomica non è stata fatta a caso: lo scopo del lungometraggio, infatti, non è far rivivere allo spettatore gli orrori della guerra né la devastazione provocata il fatidico 6 agosto del 1945 , quanto piuttosto mostrare come le conseguenze di quell'atto perdurino nel tempo e si ripercuotano sulle generazioni a venire.

### Il passato che ritorna
Un punto cardine della critica che il regista porta avanti è che sebbene 28 anni dopo per il resto del mondo la tragedia che ha afflitto Hiroshima possa risultare ormai solo come un brutto sogno che non permane nella vita presente, questo non vale né per gli hibakusha di prima generazione né tanto meno per il loro figli. Sebbene all'inizio del film si possa avere l'impressione che la tragedia sia stata superata e che non ve ne sia traccia nella vita della protagonista, la quale nel suo lavoro di guida turistica parla tranquillamente sia della tragedia sia delle malattie che le radiazioni hanno comportato e comportano, lo spettatore viene portato ben presto a ricredersi. In contrasto con l'atteggiamento spensierato della protagonista troviamo quello dei suoi genitori il cui comportamento, sin dalle prime scene, fa intuire che i due nascondano terribili segreti legati indissolubilmente con il conflitto mondiale e il suo terribile epilogo in Giappone. Tali segreti vengono impersonati da un'inquietante ombra che continua a perseguitare la famiglia Imai, in particolar modo l'inconsapevole Yoshiko, che non si accorgerà mai della sua presenza. Gli unici a vederla infatti sono i genitori, quasi quest'ombra rappresentasse un fantasma di tragedie passate che solo i diretti superstiti possono vedere. Questo “fantasma”, che si scoprirà in seguito essere il primo marito della signora Imai e vero padre di Yoshiko, con la sua figura nera e onnipresente, sembra portare un chiaro monito: gli orrori della guerra e della bomba atomica non hanno mai realmente allentato la loro morsa sul popolo del Sol Levante. Ben presto infatti la sorella minore della protagonista, Kyoko, scoprirà il segreto celato dai propri genitori: entrambi sono vittime sopravvissute alla bomba atomica, fatto che getta sulle due ragazze la terribile consapevolezza di essere vittime di seconda generazione.
Yoshiko: “La Bomba sganciata 28 anni fa è appena esplosa nel mio mondo”
Questa scoperta sconvolgerà completamente l'esistenza di entrambe, le quali si ritroveranno a calzare i panni di reiette, rifiutate e abbandonate dalla loro stessa madre patria, che viene qui vista al contempo come vittima e carnefice: se da una parte infatti piange le proprie vittime, dall'altra non esita ad emarginare i sopravvissuti allo scoppio della bomba atomica, incapace di rapportarsi con loro quasi che le malattie che potrebbero, o meno, affliggerli a causa delle radiazioni li rendano dei morti che camminano, degli esseri insomma appartenenti ad un mondo altro con i quali i non-hibakusha sono incapaci di comunicare.

### L'incomunicabilità e l'emarginazione
Quello dell'incapacità da parte di chi non ha vissuto sulla propria pelle la tragedia della bomba atomica di rapportarsi con chi invece l'ha vissuta in prima persona o ne subisce le conseguenze è uno dei temi più pressanti dell'intero lungometraggio: le armi nucleari non hanno solo tolto delle vite e minato la salute dei superstiti, ma li ha anche ridotti a vivere una vita-non vita. Le conseguenze delle radiazioni sono motivo di emarginazione e, di conseguenza, totale distruzione dell'io-sociale che, in una società come quella giapponese, particolarmente focalizzata sul dovere che ogni individuo ha nei confronti della comunità di contribuire col proprio lavoro al bene comune, comporta la perdita del proprio scopo nella vita ed equivale, così, ad un destino forse peggiore della morte. Il regista ci propone questo senso di incomunicabilità attraverso tre diversi punti di vista: i genitori del futuro sposo di Yoshiko, il ragazzo soprannominato “tre secondi” e, infine, quello delle due sorelle Imai.
Sig.ra Kimura: “Ci sono così tanti palazzi ancora in piedi?”
Uno dei primi esempi di incomunicabilità lo troviamo nella figura dei coniugi Kimura, in particolar modo della Signora Kimura la quale, giunta a Hiroshima da Tokyo, si dimostra sorpresa nel vedere “così tanti palazzi ancora in piedi”, non fermandosi neppure un attimo a riflettere sulla possibilità che il motivo non giaccia nell'inconsistenza della tragedia quanto piuttosto nel fatto che sono passati 28 anni dallo scoppio della bomba, tempo durante il quale la città è stata in gran parte ricostruita. L'atteggiamento della Signora Kimura è atto a far capire quanto le persone che non erano presenti durante la tragedia non abbiamo la minima idea di cosa abbia comportato l'esplosione della bomba sia per la città che per i suoi cittadini, motivo per il quale i suddetti coniugi non esitano neppure un attimo a rompere il fidanzamento tra Yoshiko e il proprio figlio una volta appreso che la ragazza è una vittima di seconda generazione. Contrariamente forse a quanto ci si aspetterebbe i due tokyoti non provano empatia nei confronti della ragazza che ha vissuto e vive, anche se per via indiretta, gli orrori di una stessa terribile guerra, anzi la allontanano preoccupati che il veleno nel suo sangue possa intaccare la loro sana discendenza. Non importa che abbiano pianto le stesse vittime, che siano tutti figli di una stessa patria, l'essere una hibakusha fa di Yoshiko un'intoccabile.
Kyoko: “Certo che è strano, quel Tre Secondi”
Sig.ra Imai: “Kyoko! Non farti beffa dei difetti altrui...”
Dall'altra della barricata rispetto ai coniugi Kimura troviamo un personaggio per nulla estraneo agli avvenimenti che hanno afflitto Hiroshima: un amico della famiglia Imai, un ragazzo che viene da tutti rinominato “tre secondi”  per il tempo di ritardo che impiega ad incamerare e rielaborare le informazioni che riceve in una qualsiasi azione quotidiana. Tale ritardo mentale è presumibilmente dovuto alle radiazione del bombardamento atomico. Sebbene sia di animo gentile e sempre molto disponibile, il suddetto ragazzo viene sbeffeggiato e bullizzato dai suoi coetanei ai quali non interessa minimamente cercare di trovare un modo per rapportarsi o comunicare con lui,  anzi trovano nel suo stato un divertente capro espiatorio su cui sfogare la noia. Persino Kyoko, la sorella minore di Yoshiko,  non manca di farsi beffe del povero ragazzo e viene immediatamente ripresa dalla madre la quale, essendo lei stessa una hibakusha di prima generazione è consapevole che il disturbo clinico che affligge il ragazzo sarebbe potuto capitare anche alle proprie figlie. Questo stato di incomunicabilità che divide i due ragazzi viene però a mancare nell'esatto momento in cui la secondogenita Imai scopre di essere anche lei vittima della bomba atomica; sarà infatti la stessa Kyoko che, sentendosi emarginata dal resto della società andrà a cercare rifugio e conforto dal ragazzo, in una disperata quanto malata ricerca di trovare qualcuno che possa comprendere la sua rinnovata situazione. Mettendo in campo personaggi così agli antipodi per esperienze e status quali i coniugi Kimura e “tre secondi” il regista riesce in breve tempo a mostrare il divario che separa le due facce di una stessa nazione, divario colmato da una terribile incapacità di comunicare. Ma tra chi è estraneo alle conseguenze del bombardamento e chi invece ne è afflitto da tutta la vita, il regista offre anche il punto di vista di coloro che, 28 anni dopo il terribile avvenimento, scoprono che per loro l'incubo è solo iniziato: le due sorelle Imai. 
In un'inesorabile discesa negli inferi della follia umana, Lung Kong mostra come il trauma dello scoprire di essere una vittima di seconda generazione riesca ad intaccare anche le basi di un solido rapporto come quello delle due sorelle. Inizialmente la tragica scoperta provoca un divario tra loro caratterizzato dall'incomunicabilità vittima/non-vittima , in quanto Kyoko leggendo il diario del padre è erroneamente portata a pensare di essere lei l'unica hibakusha di seconda generazione. La successiva scoperta che anche Yoshiko è una hibakusha non migliora tuttavia la situazione ma anzi, contribuisce a peggiorarla. Nonostante la ferma opposizione dei genitori infatti, il giovane Kimura si dimostra disposto a sposare ugualmente Yoshiko. Questo avvenimento provoca un'esplosione di invidia da parte di Kyoko la quale è consapevole che, a differenza della sorella, per lei non vi è alcuna possibilità che qualcuno possa volerla come moglie. Attraverso il personaggio della secondogenita Imai, Lung Kong riesce inoltre a portare alla superficie un'ulteriore dramma che però è appannaggio di una particolare categoria di hibakusha: le donne. 
Sebbene infatti l'orrore di non poter avere una discendenza viene mitigato nell'universo maschile dalla possibilità di contribuire alla società quanto meno sul versante lavorativo, questo fattore si annienta completamente se si parla di donne. Il ruolo di queste ultime infatti, negli anni in cui è ambientato il lungometraggio, era ancora relegato a quello di persona il cui quasi unico modo per adempiere al proprio dovere sociale era crearsi una famiglia, nella fattispecie avere dei figli per garantire la discendenza al proprio coniuge. La tragedia della bomba atomica provoca dunque sulle donne un duplice trauma: quello personale del vedersi negare la possibilità di divenire madri e quello dell'essere viste come un inutile orpello della società nipponica. Tutto questo viene riassunto nella figura di Kyoko, la quale incapace di scendere a patti con un destino tanto crudele cede completamente alla follia. In una furiosa lite con la madre dà voce a quella critica che altro non è che lo specchio del pensiero del regista riguardo all'eterna diatriba su chi sia il vero colpevole per il lancio della bomba atomica:
Kyoko: “Credi avrebbero sganciato la bomba se voi non aveste iniziato la guerra?!”
Sig.ra Imai: “Cominciare una guerra non è necessariamente una decisione del popolo”
In poche parole viene reso chiaro uno dei messaggi alla base dell'intero lungometraggio: che la colpa sia del Giappone o meno da biasimare non è in alcun modo la povera gente che vi abita e che, tuttavia, ne ha pagato le conseguenze. Questa lancia spezzata in favore del popolo del Sol Levante fu solo uno dei motivi per cui la critica cantonese non vide di buon occhio questo capolavoro di Kong Lung.

## Il pensiero di Kong Lung e la critica cantonese
All'uscita del film, nel 1974, l'idea che un regista di Hong Kong andasse in Giappone per fare un film come “Hiroshima28” non era piaciuta tanto in patria, dove Lung Kong venne accusato di essere troppo comprensivo nei confronti dei giapponesi. La reazione negativa in sostanza coprì il messaggio del film.5 Nei panni di un giornalista di Hong Kong giunto ad Hiroshima per lavoro, Kong Lung porta avanti una critica radicale contro l'utilizzo di armi nucleari. Nel corso del film vediamo il giovane giornalista che si imbarca in complessi discorsi accademici con dottori giapponesi e americani che sostengono, come ovvio, pareri completamente opposti riguardo alle radiazioni come causa per l'insorgere di determinate patologie. Tuttavia, più che impantanarsi in una diatriba andata avanti per anni, Lung Kong affida il pensiero cardine che lo ha spinto a voler girare un film tanto ardito alle parole che Yoshiko scrive in punto di morte in una lettera:
“[...] il nostro memoriale dell'anniversario della bomba atomica non è atto rinnovare l'astio o ad ispirare pietà. Il suo scopo è di riportare alla memoria dell'intero mondo e dei potenti che hanno la possibilità di utilizzare le armi nucleari quel disastro della bomba atomica che è accaduto 28 anni fa. [...] se le persone devono dipendere dalle armi nucleari per mantenere la loro cosiddetta “pace”, quanto a lungo potrà durare quest'ultima?”
Sebbene il regista non neghi i crimini perpetrati dall'esercito giapponese durante il conflitto mondiale, tanto che nel suo stesso lungometraggio fa svariati riferimenti al massacro di Nanchino, il suo desiderio di raccontare la tragedia della bomba atomica proprio dal punto di vista di un popolo tanto odiato nella propria madre patria è funzionale al messaggio che il regista intende comunicare: quali che siano le motivazioni e i crimini commessi da un popolo, nulla giustifica l'utilizzo di un'arma tanto devastante come quella nucleare.